# Hollandklasse (onderzeebootjager)
De onderzeebootjagers van de Hollandklasse (Type 47A) zijn begin jaren vijftig van de 20e eeuw in dienst genomen bij de Nederlandse marine. In de jaren zeventig zijn zijn de schepen van de Hollandklasse vervangen door de fregatten van de Kortenaerklasse.

## Schepen
| Schip                | Pennantnummer | Bouwer                     | Kiellegging     | Tewaterlating     | In dienst        | Uit dienst               |
| -------------------- | ------------- | -------------------------- | --------------- | ----------------- | ---------------- | ------------------------ |
| Hr.Ms. Holland       | D808          | RDM, Rotterdam             | 21 april 1950   | 11 april 1953     | 31 december 1954 | 1978 (verkocht aan Peru) |
| Hr.Ms. Zeeland       | D809          | KM de Schelde, Vlissingen  | 21 januari 1951 | 27 juni 1953      | 1 maart 1955     | 1979                     |
| Hr.Ms. Noord Brabant | D810          | KM de Schelde, Vlissingen  | 1 maart 1951    | 28 november 1953  | 1 juni 1955      | 1974                     |
| Hr.Ms. Gelderland    | D811          | Wilton-Fijenoord, Schiedam | 10 maart 1951   | 19 september 1953 | 17 augustus 1955 | 1973                     |

## Ontwerp en bouw
Het ontwerp lijkt veel op dat van de Frieslandklasse, maar de schepen zijn iets kleiner en hebben een lichtere anti-luchtdoelbewapening.

### Aandrijving
De jagers van de Hollandklasse waren voorzien van twee ketels en twee stoomturbines verdeeld over twee ketelruimen en twee machinekamers. De schepen konden aangedreven worden door het gebruik van 1 of 2 ketels. Meestal werd, om economische gronden, op één ketel gevaren. Wanneer de schepen met één ketel voeren kon een snelheid van meer dan 24 knopen worden gehaald, met twee ketels lag de topsnelheid op ongeveer 32 knopen.

## Lot van de schepen
De Gelderland werd in 1974 uit dienst genomen en zijn geschuttorens zijn opnieuw gebruikt in de fregatten van de Trompklasse. De Gelderland heeft daarna nog jarenlang aan de kade van het marine-etablishement in Amsterdam gelegen ten behoeve van de technische opleidingen.
De Noord-Brabant werd op 9 januari 1974 voor Vlissingen aangevaren in de midscheeps en was te zwaar beschadigd om gerepareerd te worden. Ten gevolge van dit ongeval kwamen twee mensen om het leven.
De Holland werd in 1978 overgedragen aan Peru en hernoemd in Garcia y Garcia. Het is de enige jager van de Hollandklasse die aan een ander land is verkocht.